# 約西普·塔迪奇
約西普·塔迪奇（克羅埃西亞語發音：[ˈjosip ˈtadiʨ]；1987年8月22日—），生於克羅地亞賈科沃，克羅地亞足球運動員，司職前鋒，現時效力立陶宛球會蘇度瓦。

## 國際賽生涯
2002年至2008年期間，塔迪奇曾為克羅地亞國家青年隊上陣49次，並射入9球，但他未有代表成年隊上陣。

## 外部連結
- Josip Tadić （页面存档备份，存于）
- Josip Tadić （页面存档备份，存于）
- Josip Tadić （页面存档备份，存于）